# Collates
| Recensione | Giudizio |
| ---------- | -------- |
| AllMusic   |          |

Collates è il primo album discografico solistico del sassofonista jazz statunitense Illinois Jacquet, pubblicato dalla casa discografica Mercury Records nell'agosto del 1952.

## Tracce

### LP
Lato A
1. All of Me – 3:01 (Seymour Simons, Gerald Marks) – Registrato il 18 gennaio 1951 a Los Angeles, California
2. Pastel – 2:31 (Red Callender) – Registrato il 18 gennaio 1951 a Los Angeles, California
3. Speedliner – 3:02 (Illinois Jacquet) – Registrato il 18 gennaio 1951 a Los Angeles, California
4. Later for the Happenin' – 3:01 (Illinois Jacquet, Johnny Acea) – Registrato il 18 gennaio 1951 a Los Angeles, California

Lato B
1. Groovin' – 2:41 (Illinois Jacquet) – Registrato il 24 maggio 1951 a New York City, New York
2. Wrap Your Troubles in Dreams – 3:24 (Ted Koehler, Billy Moll, Harry Barris) – Registrato il 24 maggio 1951 a New York City, New York
3. Cottontail – 2:51 (Duke Ellington) – Registrato il 24 maggio 1951 a New York City, New York
4. Weary Blues – 3:14 (Illinois Jacquet) – Registrato il 24 maggio 1951 a New York City, New York

## Musicisti
All of Me / Pastel / Speedliner
- Illinois Jacquet - sassofono tenore
- Carl Perkins - pianoforte
- Oscar Moore - chitarra
- Red Callender - contrabbasso
- J.C. Heard - batteria

Later for the Happenin'
- Illinois Jacquet - sassofono tenore
- Russell Jacquet - tromba
- Joe Newman - tromba
- Ernie Henry - sassofono alto
- Rudy Williams - sassofono baritono
- Johnny Acea - pianoforte
- Leonard Gaskin - contrabbasso
- Lee Abrams - batteria

Groovin' / Wrap Your Troubles in Dreams / Cottontail / Weary Blues
- Illinois Jacquet - sassofono tenore
- Hank Jones - pianoforte
- John Collins - chitarra
- Gene Ramey - contrabbasso
- Art Blakey - batteria[2]

Note aggiuntive
- Norman Granz - produttore, supervisore, note retrocopertina album originale